# نیروهای مسلح لبنان

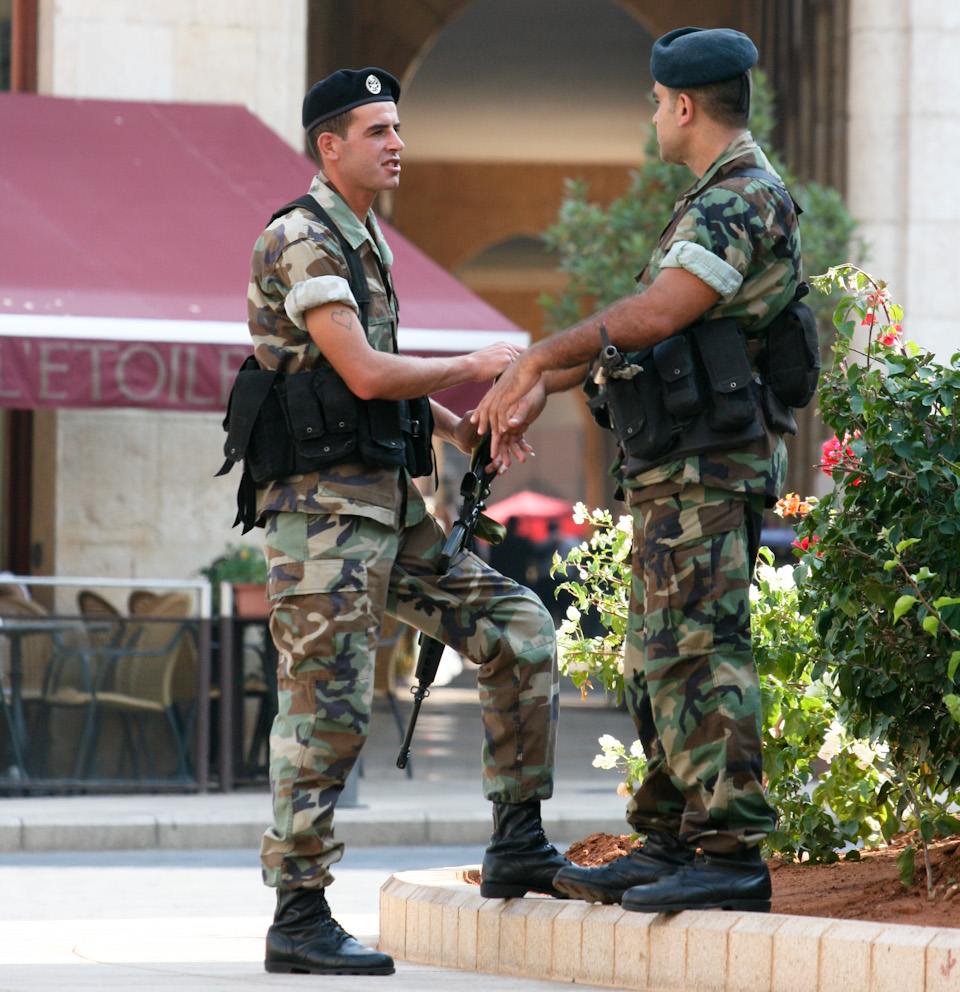
سربازان ارتش لبنان، ۲۰۰۹

نیروهای مسلح لبنان (به عربی: القوات المسلحة اللبنانية) (به فرانسوی: Forces Armées Libanaises) که به ارتش لبنان (به عربی: الجيش اللبناني)(به فرانسوی: Armée libanaise) نیز شهرت دارد، مجموعه نیروهای مسلح جمهوری لبنان است. نیروهای مسلح لبنان، شامل سه شاخه است: نیروی زمینی لبنان، نیروی هوایی لبنان و نیروی دریایی لبنان. وظیفهٔ اصلی این نیروها، دفاع از لبنان و مردم آن در برابر تهدیدات خارجی و دشمنان، حفظ ثبات، امنیت و منافع این کشور و شرکت در فعالیت‌های بین‌المللی بشردوستانه است.
شعار نیروهای مسلح لبنان افتخار، جان‌فشانی و وفاداری (به عربی: شرف · تضحية · وفاء) و نماد آن، متشکل از یک درخت سدر لبنانی، دربرگرفته شده با دو شاخه از گیاه برگ‌بو است.

## ویژگی‌ها
نیروهای مسلح لبنان دارای ۸۴٬۲۰۰ نفر نیروی فعال است. حدود ۸۰٬۰۰۰ نفر در نیروی زمینی، ۲٬۵۰۰ نفر در نیروی هوایی و ۱٬۷۰۰ نفر در نیروی دریایی لبنان، خدمت می‌کنند. سایر پرسنل نیز شامل فرماندهان، مشاوران، مهندسان و اعضای نیروهای ویژهٔ این کشور هستند. این نیروها به‌طور کاملاً داوطلبانه به ارتش پیوسته‌اند و مقر اصلی فرماندهی آن‌ها در یرزه، در شرق پایتخت، بیروت واقع است. ایالات متحده آمریکا، از حامیان و شرکای اصلی نیروهای مسلح لبنان است و حدود ۸۵٪ از تجهیزات نظامی این نیروها، ساخت این کشور هستند. سایر تجهیزات این نیرو نیز عموماً ساخت بریتانیا، فرانسه و شوروی هستند.